# Andevo
Els andevo, o esclaus, van ser una de les tres principals castes històriques del poble merina de Madagascar, juntament amb els estrats socials anomenats Andriana (nobles) i Hova (plebeus lliures). Els andevo, amb els altres estrats socials, també han estat presents històricament en altres grans grups ètnics malgaixos, com en el poble betsileo.
A partir del segle xvi, es vam introduir els esclaus als diferents regnes de Madagascar per treballar en les plantacions. Els comerciants i nobles malgaixos, els àrabs swahili i els europeus van ampliar l'oportunitat de produir més i comerciar, utilitzant mà d'obra forçada d'esclaus importats. La major afluència d'esclaus va ser portada pels àrabs i els francesos. Els moçambiquesos van ser les principals víctimes d'aquesta demanda, aquests esclaus eren predominantment d'aquest país i de l'Àfrica Oriental. L'esclavitud va ser abolida per l'administració francesa el 1896, fet que va afectar negativament la fortuna de les plantacions d'esclaus operades pels Merina i els no Merina.